# Elias Andersson
Nils Erik Elias Andersson (Hässleholm, 31 gennaio 1996) è un calciatore svedese, centrocampista del Viborg in prestito dal Lech Poznań.

## Carriera

### Club
Nativo di Hässleholm, nel sud della Svezia, Andersson è cresciuto in una delle squadre cittadine, l'Hässleholms IF.
Nel 2010 è entrato a far parte delle giovanili dell'Helsingborg, uno dei club svedesi più importanti di quegli anni, capace di vincere il suo quinto titolo nazionale nel 2011 (Andersson tuttavia non ha contribuito alla conquista del trofeo essendo ancora quindicenne).
L'esordio in prima squadra e in Allsvenskan è avvenuto il 15 aprile 2013, ed è coinciso con una sconfitta casalinga per 1-2 contro il Mjällby. Nel corso dell'anno ha giocato anche alcune partite con la squadra di sviluppo chiamata HIF Akademi. Nel 2014 con la prima squadra ha collezionato 9 presenze in campionato, segnando anche il suo primo gol il 13 aprile per il definitivo 4-2 sull'Häcken.
Un anno dopo è passato in prestito al Varberg, con cui ha disputato l'intero campionato di Superettan 2015 giocando 27 partite (24 quelle iniziate da titolare). Nonostante la speranza di tornare all'Helsingborg per trovare spazio, Andersson è stato ingaggiato dal Varberg a titolo definitivo, dato che l'allenatore dei rossoblu Henrik Larsson non gli avrebbe garantito il minutaggio desiderato. Al Varberg, dopo il prestito della stagione precedente, Andersson è rimasto per un ulteriore anno e mezzo.
A partire dal 15 luglio 2017, alla riapertura della finestra estiva di mercato, Andersson è diventato ufficialmente un giocatore del Sirius, squadra che stava partecipando da neopromossa al campionato di Allsvenskan e che aveva appena venduto Kingsley Sarfo al Malmö FF. Il contratto firmato prevedeva una durata di tre anni e mezzo. Nel 2018 non è mai sceso in campo in partite ufficiali, a causa di un serio infortunio al legamento crociato occorsogli a gennaio nei primi giorni di precampionato. Rientrato nel 2019, ha disputato due buone stagioni, lasciando la squadra nel dicembre del 2020 a fine contratto.
Al termine dell'Allsvenskan 2020, il Djurgården ha annunciato di aver ingaggiato Andersson con un accordo triennale valido a partire dall'imminente mese di gennaio. I suoi primi mesi al Djurgården tuttavia sono stati caratterizzati inizialmente da un problema al piede e successivamente dalla mancanza di spazio a disposizione anche una volta recuperato dall'infortunio. Così, dopo aver collezionato solo due presenze sulle quattordici giornate fin lì disputate, il 9 agosto è stato prestato fino al successivo dicembre al Mjällby, squadra che stava lottando per la salvezza in Allsvenskan, la quale è stata poi effettivamente raggiunta.
Andersson è tornato così al Djurgården, dove è riuscito in questo caso a ritagliarsi uno spazio rilevante in prima squadra. In poco più di un campionato e mezzo ha giocato 41 partite di cui 32 da titolare, segnato 2 gol e distribuito 8 assist.
Le sue prestazioni hanno attirato l'interesse del club polacco del Lech Poznań, che lo ha acquistato nel luglio 2023 con un contratto triennale. Si è trattato del quarto svedese in rosa, vista la contemporanea presenza dei connazionali Filip Dagerstål, Jesper Karlström e Mikael Ishak.

### Nazionale
Elias Andersson è stato capitano della Nazionale Under-17 che ha conquistato la medaglia di bronzo ai mondiali di categoria del 2013. Successivamente ha vestito anche la maglia dell'Under-19.